# Pavel Tyrtov
Pavel Petrovitch Tyrtov (en russe : Павел Петрович Тыртов), né en 1838 et mort en 1903, est un amiral et homme d'État russe, ministre de la Marine impériale de Russie du 13 juillet 1896 (25 juillet dans le calendrier grégorien) au 4 mars 1903 (17 mars dans le calendrier grégorien), membre du Conseil d'État.

## Famille
Pavel Petrovitch Tyrtov épousa Maria Levovna (1848-1894)
Un enfant naquit de cette union :
- Maria Pavlovna Tyrtova (1869-?)

Son frère cadet, le contre-amiral Sergueï Petrovitch Tyrtov (1839-1903) fut commandant de la flotte de la mer Noire.

## Biographie
Pavel Petrovitch Tyrtov naquit dans le domaine familial dans le gouvernement de Tver.
- 1854 - Pavel Petrovitch Tyrtov fit ses études au Corps naval des Cadets et obtint son diplôme, il fut affecté au 15e équipage de la flotte au grade d'adjudant ;
- 1854-1859 - Il fut en service dans la flotte de la Baltique ;
- 1854 - En qualité d'officier, il servit à bord du Vilagoch ;
- 1855 - Affecté à bord du Kamchatka, il servit sous le commandement du vice-amiral Ivan Ivanovitch Schantz ;
- 1856 - Officier à bord du Ne Tron Menia, il prit part à des opérations de combats dans le golfe de Finlande ;
- 1857-1859 - Officier et commandant d'une escadre de la Baltique, il eut sous ses ordres les navires suivants : le Kamchatka, l'Otvajny, Le Gangut, les canonnières Steliadst et Tchaïka ;
- 1860-1865 - Officier puis officier supérieur sur la frégate Osliabia. Il fut en service en mer Méditerranée et navigua le long des côtes de l'océan Pacifique ;
- 1865-1867 - Officier supérieur sur la frégate blindée Amiral général ;
- 1869 - Il reçut le commandement du clipper Almaz ;
- 1869-1872 - Il exerça le commandement à bord de la canonnière Smertch ;
- 1872-1879 - Commandant à bord de la corvette Askold ;
- 1879-1880 - Commandant des batteries du Ne Tron Menia ;
- 1880-1881 - Il exerça le commandement à bord de la frégate blindée Prince Pojarski, en qualité de responsable de la recherche scientifique, il participa à une expédition dans l'océan Pacifique ;
- 1881-1884 - Pavel Petrovitch Tyrtov exerça le commandement à bord de la frégate blindée Vladimir Monomakh, il navigua en mer Baltique ;
- 1885 - Membre de la Commission chargée de la révision de la charte de la Marine et des signaux navals ;
- Janvier 1886 - Il occupa les fonctions de sous-chef d'état-major naval ;
- 1886 - Pavel Petrovitch Tyrtov fut promu au grade de kontr-admiral
- 1890 - Il siégea à la Commission de la réforme de la gestion de l'agence navale ;
- 1891-1892 - Commandant d'une escadre du Pacifique ;
- 30 août 1892 - Pavel Petrovitch Tyrtov fut élevé au grade de vitse-admiral ;
- 1893 - Chef de la construction navale et président de la flotte des Volontaires ;
- 1896 - Président du Comité technique de la Marine (MTC) ;
- 13 juillet 1896-4 mars 1903 - Pavel Petrovitch Tyrtov occupa les fonctions de ministre de la Marine impériale de Russie ;
- 6 décembre 1896 - Pavel Petrovitch Tyrtov fut élevé au grade suprême d'amiral.
- 4 mars 1903 - Décès de Pavel Petrovitch Tyrtov, il fut inhumé dans le monastère Saint-Alexandre-Nevski.

## Distinctions
- Ordre de Saint-Stanislas (1re classe) ;
- Ordre de Sainte-Anne (1re classe) ;
- Ordre de Saint-Vladimir (2e classe) ;
- Ordre de l'Aigle blanc ;
- Ordre de Saint-Alexandre Nevski ;
- Ordres étrangers.

## Lieux portant son nom
- Cap Tyrtov : (aujourd'hui cap Pegandan) situé en mer du Japon
- Baie Tyrtova : Située sur la Nouvelle-Zemble ;
- Île Tyrtova : Située en mer de Kara, sur l'archipel de la terre du Nord cartographiée lors de l'expédition polaire de 1900-1903.